# Tanjung Kemuning III
Tanjung Kemuning III is een bestuurslaag in het regentschap Kaur van de provincie Bengkulu, Indonesië. Tanjung Kemuning III telt 687 inwoners (volkstelling 2010).